# Carl Vogel (militär)
Carl Conrad Vogel, född den 4 juni 1845 i Stockholm, död där den 12 juni 1910, var en svensk militär.
Vogel blev underlöjtnant vid Närkes regemente 1866, löjtnant där 1874 och kapten där 1885. Han befordrades till major vid Livregementet till fot 1894 och till överstelöjtnant där 1897. Vogel var överste och chef för Västerbottens regemente 1901–1902 och för Västmanlands regemente 1902–1906. Han blev överste i V. arméfördelningens reservbefäl 1906. Vogel blev riddare av Svärdsorden 1890, kommendör av andra klassen av samma orden 1903 och kommendör av första klassen 1908.